# Lijst van gemeenten in Denizli
Onderstaande lijst bevat alle gemeenten (2000) in de Turkse provincie Denizli.
| District   | Gemeente     |
| ---------- | ------------ |
| Acıpayam   | Acıpayam     |
| Acıpayam   | Akalan       |
| Acıpayam   | Alaattin     |
| Acıpayam   | Darıveren    |
| Acıpayam   | Dedebağı     |
| Acıpayam   | Dodurgalar   |
| Acıpayam   | Gölcük       |
| Acıpayam   | Kelekçi      |
| Acıpayam   | Kumafşarı    |
| Acıpayam   | Yassıhüyük   |
| Acıpayam   | Yazır        |
| Acıpayam   | Yeşildere    |
| Acıpayam   | Yeşilyuva    |
| Acıpayam   | Yumrutaş     |
| Akköy      | Akköy        |
| Akköy      | Gölemezli    |
| Babadağ    | Babadağ      |
| Baklan     | Baklan       |
| Baklan     | Boğaziçi     |
| Baklan     | Dağal        |
| Bekilli    | Bekilli      |
| Bekilli    | Kutlubey     |
| Beyağaç    | Beyağaç      |
| Bozkurt    | Bozkurt      |
| Bozkurt    | İnceler      |
| Buldan     | Buldan       |
| Buldan     | Yenicekent   |
| Çal        | Akkent       |
| Çal        | Belevi       |
| Çal        | Çal          |
| Çal        | Denizler     |
| Çal        | Hançalar     |
| Çal        | İsabey       |
| Çal        | Ortaköy      |
| Çal        | Selcen       |
| Çal        | Süller       |
| Çameli     | Çameli       |
| Çardak     | Beylerli     |
| Çardak     | Çardak       |
| Çardak     | Gemiş        |
| Çivril     | Çıtak        |
| Çivril     | Çivril       |
| Çivril     | Emirhisar    |
| Çivril     | Gümüşsu      |
| Çivril     | Gürpınar     |
| Çivril     | Irgıllı      |
| Çivril     | Işıklı       |
| Çivril     | Kıralan      |
| Çivril     | Kızılcasöğüt |
| Çivril     | Özdemirci    |
| Denizli    | Akkale       |
| Denizli    | Aşağışamlı   |
| Denizli    | Bağbaşı      |
| Denizli    | Başkarcı     |
| Denizli    | Bereketli    |
| Denizli    | Cankurtaran  |
| Denizli    | Denizli      |
| Denizli    | Gökpınar     |
| Denizli    | Göveçlik     |
| Denizli    | Gözler       |
| Denizli    | Gümüşler     |
| Denizli    | Hallaçlar    |
| Denizli    | Irlıganlı    |
| Denizli    | Karahayıt    |
| Denizli    | Kayhan       |
| Denizli    | Kınıklı      |
| Denizli    | Korucuk      |
| Denizli    | Pamukkale    |
| Denizli    | Pınarkent    |
| Denizli    | Servergazi   |
| Denizli    | Uzunpınar    |
| Denizli    | Üçler        |
| Güney      | Eziler       |
| Güney      | Güney        |
| Honaz      | Honaz        |
| Honaz      | Kaklık       |
| Honaz      | Karaçay      |
| Honaz      | Kızılyer     |
| Honaz      | Kocabaş      |
| Kale       | Gölbaşı      |
| Kale       | Kale         |
| Kale       | Karaköy      |
| Sarayköy   | Ahmetli      |
| Sarayköy   | Duacılı      |
| Sarayköy   | Sarayköy     |
| Sarayköy   | Sığma        |
| Sarayköy   | Tosunlar     |
| Serinhisar | Serinhisar   |
| Serinhisar | Yatağan      |
| Tavas      | Baharlar     |
| Tavas      | Çağırgan     |
| Tavas      | Garipköy     |
| Tavas      | Karahisar    |
| Tavas      | Kızılca      |
| Tavas      | Kızılcabölük |
| Tavas      | Nikfer       |
| Tavas      | Pınarlar     |
| Tavas      | Solmaz       |
| Tavas      | Tavas        |
| Tavas      | Ulukent      |